# 東京辰巳國際游泳場

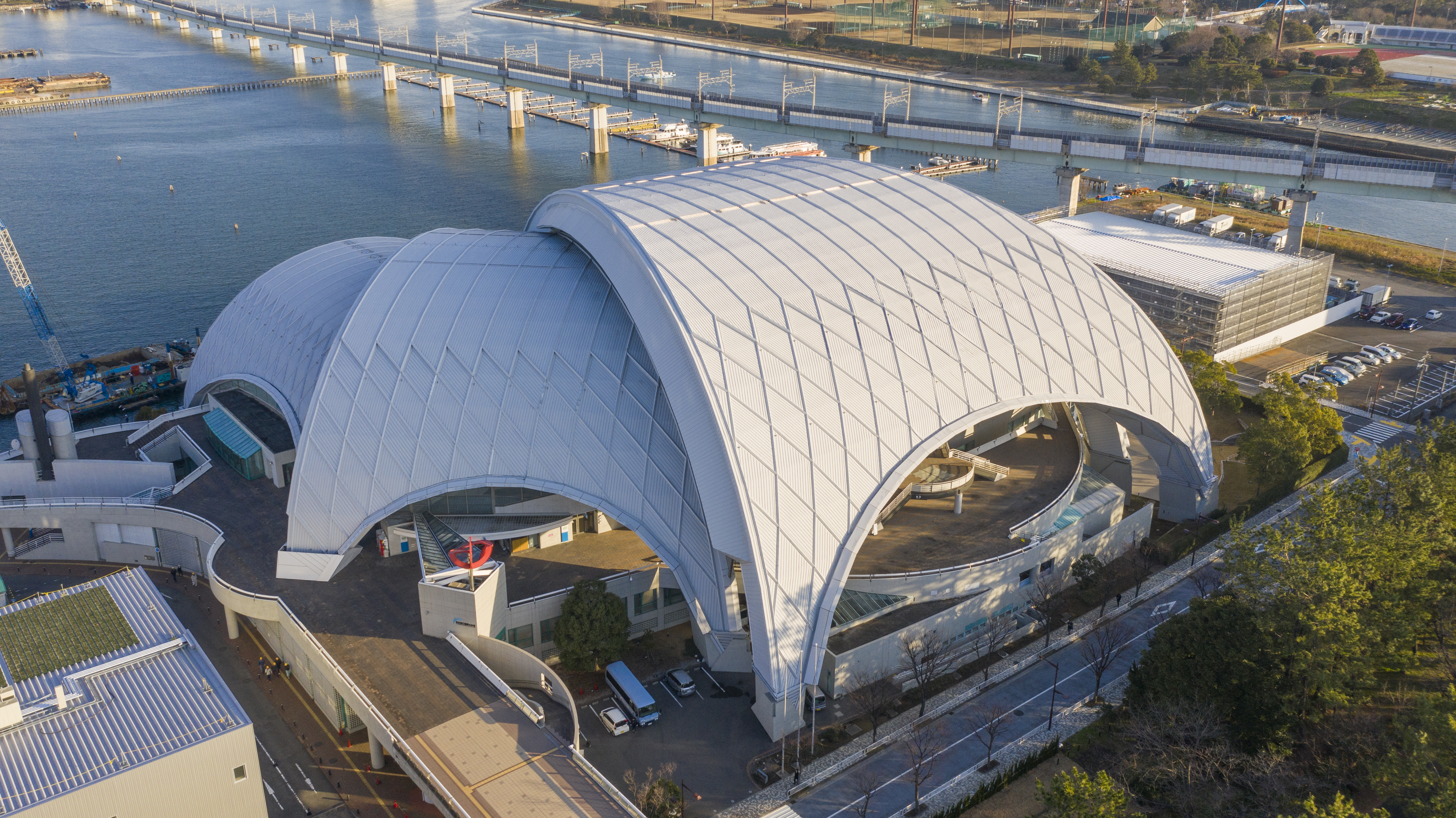

東京辰巳國際游泳場（日语：／ Tōkyō Tatsumi Kokusai Suieijō */?）是位於日本江東區的游泳館。幾屆的日本游泳錦標賽於此舉辦。

## 歷史
游泳場由東京建築事務所環境設計研究所設計。場館結構由結構計劃研究所執行。游泳場於1993年8月完工啟用。
2020年夏季奧林匹克運動會水球比賽於此舉行。

## 在此打破的世界紀錄

### 長道
- 200公尺蛙式：2:07.51 北島康介；2008年6月8日[3]
- 200公尺蛙式：2:06.67 渡邊一平；2017年1月29日[4]

### 短道
- 200公尺蝶式：2:03.12 中西悠子；2008年2月23日[5]

## 外部連結
- 官方網站

35°38′52″N 139°49′08″E / 35.647668°N 139.818944°E